# Springuel
In 1902 startte Jules Springuel in Hoei met automobielfabricage. 
In 1907 werd Springuel hervormd in S.A. des Automobiles Springuel. In 1909 poseerde Springuel op "het salon" in Brussel en had veel succes met zijn 16/20PK en 24/30PK. 
Dit wekte de interesse van Imperia en deze nam het merk in 1912 over, hoewel de merknaam tot 1920 bleef voortbestaan. 
In Hoei staat een standbeeld van een Springuel 12pk uit 1911 die de Grand Prix van België (met Van Durtal) in 1913 won. Het beeld in brons is gemaakt door Jean Marc Gaspard. 